# Lomax (Illinois)
Lomax és una població dels Estats Units a l'estat d'Illinois. Segons el cens del 2000 tenia 477 habitants.

## Demografia
Segons el cens del 2000, Lomax tenia 477 habitants, 196 habitatges, i 134 famílies. La densitat de població era de 177,1 habitants/km².
Dels 196 habitatges en un 32,7% hi vivien nens de menys de 18 anys, en un 52,6% hi vivien parelles casades, en un 9,7% dones solteres, i en un 31,6% no eren unitats familiars. En el 28,1% dels habitatges hi vivien persones soles el 15,3% de les quals corresponia a persones de 65 anys o més que vivien soles. El nombre mitjà de persones vivint en cada habitatge era de 2,43 i el nombre mitjà de persones que vivien en cada família era de 2,94.
Per edats la població es repartia de la següent manera: un 24,9% tenia menys de 18 anys, un 11,9% entre 18 i 24, un 26% entre 25 i 44, un 23,3% de 45 a 60 i un 13,8% 65 anys o més.
L'edat mediana era de 36 anys. Per cada 100 dones de 18 o més anys hi havia 94,6 homes.
La renda mediana per habitatge era de 29.609 $ i la renda mediana per família de 36.736 $. Els homes tenien una renda mediana de 30.875 $ mentre que les dones 18.750 $. La renda per capita de la població era de 14.066 $. Aproximadament el 5% de les famílies i l'11,4% de la població estaven per davall del llindar de pobresa.

## Poblacions més properes
El següent diagrama mostra les poblacions més properes.